# Allan Graham
Allan Graham (San Francisco, 1943) è un artista statunitense contemporaneo.

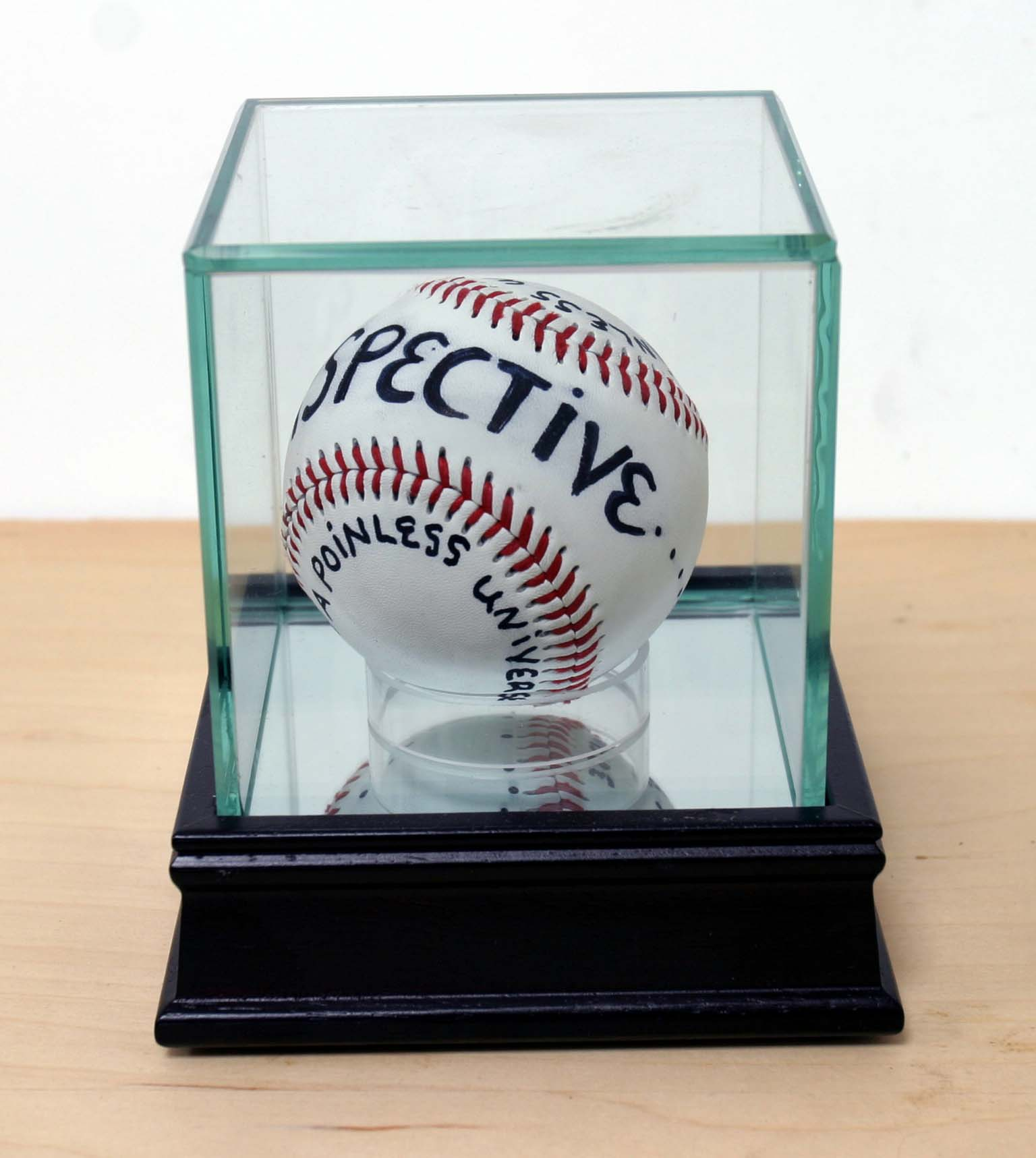
PERSPECTIVE in a poinless universe, 2010

Vive nel Nuovo Mexico. I suoi lavori spaziano dalla scultura alla pittura e ai video.
Graham ha frequentato il San Francisco Art Institute e la San Jose State University. Successivamente è andato ad abitare ad Albuquerque, Nuovo Messico, dove si è diplomato in Fine Arts presso la University of New Mexico, nel 1967.
I suoi primi dipinti ricordano le forme delle maglie di rete; nella metà degli anni settanta, i suoi quadri divennero composizioni più aperte con forme di archi e a lisca di pesce.
Nel 1983 abbandonò la tela a forma quadrata convenzionale per nuove forme eccentriche, iniziò inoltre a lasciare il telaio visibile. Verso la metà degli anni ottanta, questa tendenza si sviluppò e diede forma ad una serie di dipinti-sculture ibride che ricordano in parte l'Arte africana e create con materiali quali il legno, la tela, i giornali e pagine dei libri.
Seguì un nuovo periodo caratterizzato da dipinti quasi monocromi su telai convessi, sculture create con libri e dipinti dalle forme irregolari e circolari sulle quali l'artista ha utilizzati pagine di libri come la Bibbia dei Navajo e l'Inferno di Dante.
Durante gli anni novanta ha dipinto una serie di lavori intitolata "Cave of Generation", caratterizzata da diversi stadi che portarono a pitture monocrome e di due colori, di grandi dimensioni. Ne seguì una nuova serie di lavori intitolata "Pre-hung (for those who suffer form)", ossia una serie di porte singole o doppie dipinte con la paletta.

## Toadhouse
Nel 1990 Graham iniziò a firmare i suoi lavori con lo pseudonimo di Toadhouse. Il nome Toadhouse ha origine da una struttura sotterranea che suo figlio e lui costruirono in Albuquerque, Nuovo Messico, e che attraeva molti rospi (Toadhouse, in italiano "Casa dei rospi").
I lavori firmati Toadhouse sono caratterizzati dall'utilizzo della parola scritta. Per una serie di lavori ha utilizzato auto-adesivi con slogan simili agli "haiku" giapponesi, applicati su paraurti cromati. Piccole parole scritte con la grafite caratterizzano invece i lavori appartenenti alla serie Cosmo-logical e UFO.

## Influenze

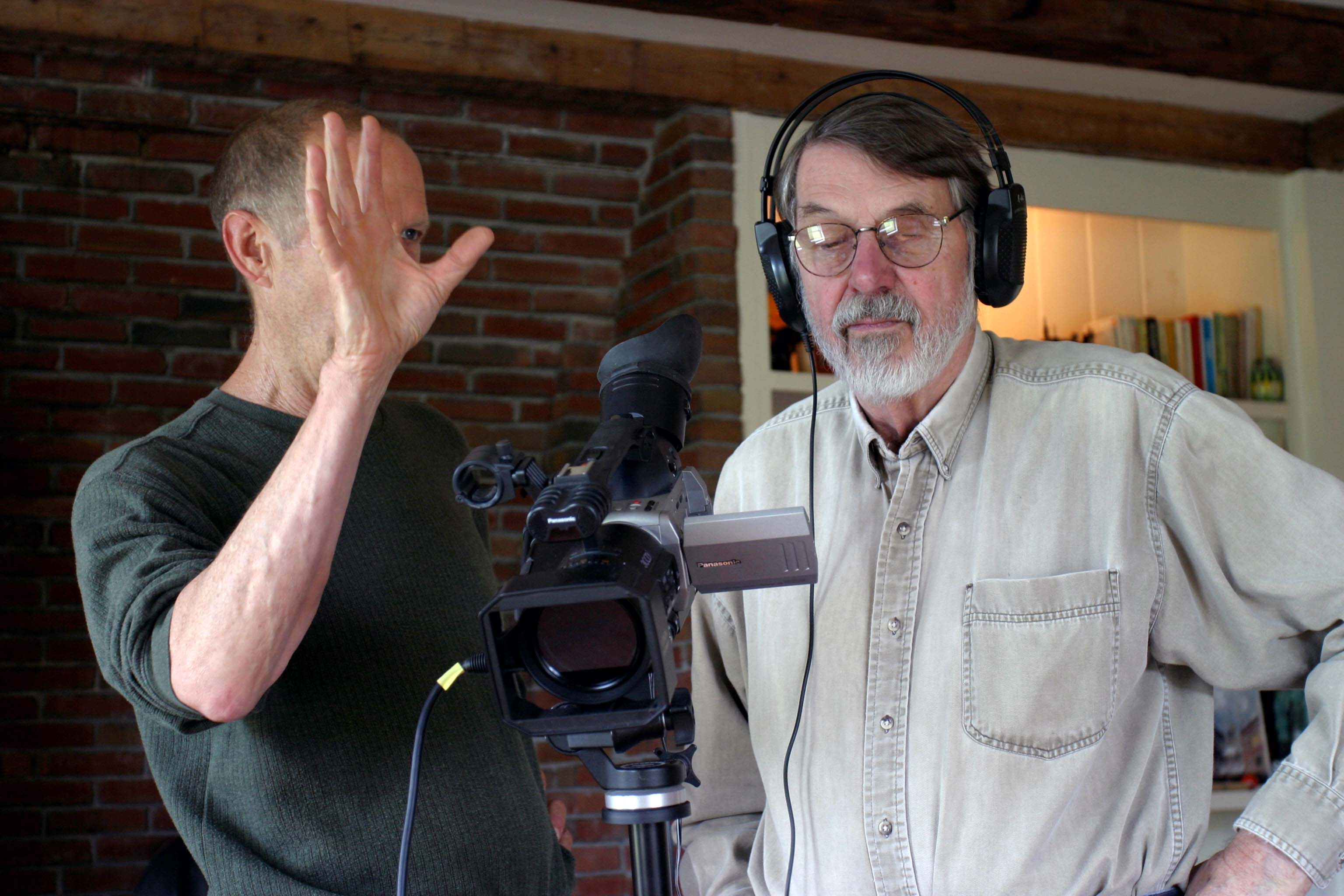
Allan Graham and Robert Creeley, during the taping of "Add-Verse", 2004, photo by Gloria Graham

Graham è stato influenzato dal Buddismo Zen e dalla poesia buddista. Il suo lavoro "Time is Memory", esposto in SITE, Santa FE, è una grande installazione comprendente sedici zafu di fronte ai quali sono posti famosi poemi buddisti sul tema della morte. Tra le influenze, Graham cita anche Robert Creeley.

## Citazioni di Toadhouse
- We move through a strange idea
- Reason demands version sacrifice
- Life would be a shame left to description
- You are hear

## Allan Graham nei musei

### Musei in Italia
- Museo di arte moderna e contemporanea sez. di Rovereto
- Villa Menafoglio Litta Panza di Biumo Superiore Varese

### Musei all'estero
- Albright-Knox Art Gallery, Buffalo, New York
- Museo Cantonale d'Arte, Lugano, Svizzera[6]
- Fisher Landau Center, Long Island City, New York
- High Museum of Art, Atlanta, Georgia
- Museum of Albuquerque, Albuquerque, New Mexico
- University of New Mexico Art Museum, Albuquerque, New Mexico
- Museum of Fine Arts, Santa Fe, NM
- Sheldon Memorial Art Museum, University of Nebraska, Lincoln Nebraska
- Denver Art Museum, Denver, Colorado
- Roswell Museum and Art Center, Roswell, New Mexico